# (115891) Scottmichael
(115891) Scottmichael est un astéroïde de la ceinture principale.

## Description
(115891) Scottmichael est un astéroïde de la ceinture principale. Il fut découvert le 14 novembre 2003 à Wrightwood par James Whitney Young. Il présente une orbite caractérisée par un demi-grand axe de 2,56 UA, une excentricité de 0,10 et une inclinaison de 4,6° par rapport à l'écliptique.

## Compléments